# Barrage de Kızılcapınar
Le barrage de Kızılcapınar est un barrage en Turquie. Il est situé en amont du barrage de Gülüç.